# Iker Muñoz
Iker Muñoz Cameros (Villafranca, Navarra, 5 de septiembre de 2002) juega como centrocampista en el Club Atlético Osasuna de la Primera División de España.

## Trayectoria
Nacido en Villafranca, se unió al fútbol base del C. A. Osasuna en 2018 procedente del C. D. Oberena, club convenido del Athletic Club.El 9 de abril del 2019 año renueva su contrato con el club hasta 2021 y debutó con el filial, el 30 de noviembre, al entrar como suplente en los minutos finales de una victoria por 3-1 frente al Deportivo Alavés "B" en la Segunda División B.Su primer gol llegó, el 16 de octubre de 2021, en un empate por 2-2 frente al Racing Rioja C. F. en la Segunda Federación.
El 30 de diciembre de 2022 renovó su contrato con el club hasta 2025.Logró debutar con el primer equipo el siguiente 12 de febrero al entrar como suplente en la segunda mitad de un empate por 0-0 en la Primera División frente al Real Valladolid.
El 4 de septiembre de 2023, renovó su vinculación con el equipo navarro hasta el 30 de junio de 2027.

## Clubes
Actualizado al último partido disputado el 24 de mayo de 2025.
| Club                   | País   | Año       | Partidos | Goles |
| ---------------------- | ------ | --------- | -------- | ----- |
| C. A. Osasuna Promesas | España | 2019-2023 | 62       | 3     |
| C. A. Osasuna          | España | 2023-act. | 65       | 4     |

Debut en 1ª División: 12 de febrero de 2023, Real Valladolid 0-0 C.A. Osasuna
| Temporadas en 1ª | Partidos en 1ª | Goles en 1ª | Partidos en Copa | Goles en Copa | Internacional |
| ---------------- | -------------- | ----------- | ---------------- | ------------- | ------------- |
| 4                | 60             | 4           | 4                | 0             | Ninguna       |